# Alfons Fischer
Alfons Fischer (Fiszer) (ur. 1885 w Łodzi, zm. 15 sierpnia 1931 tamże) – polski architekt.

## Życiorys
Był synem Augusta i Emilii z Knoblochów. Uczył się w łódzkiej Wyższej Szkole Rzemieślniczej (wbrew nazwie była to średnia szkoła techniczna) którą ukończył w 1903 r. Następnie studiował na Wydziale Architektury Politechniki Ryskiej (1903–1911) i na Politechnice w Karlsruhe (1906–1907).
Po ukończeniu studiów wrócił do Łodzi i otworzył pracownię przy ul. Nowo-Targowej (obecnie ul. dr. Seweryna Sterlinga) 7. W okresie międzywojennym był członkiem łódzkiego Koła Architektów i Budowniczych, opiniował z jego ramienia plan regulacyjny miasta z 1928 r. autorstwa prof. Władysława Michalskiego (architekt, 1892–1944).
Znaczniejsze osiągnięcia zawodowe w Łodzi:
- projekt siedziby Banku Spółek Niemieckich w Polsce przy al. T. Kościuszki 47, 1930–1931 – modernistyczny budynek o niskiej bryle, uzupełniony o boczne skrzydło przebudowywane przez Eugeniusza Tatarę i Franciszka Brunona Haesnera,
- III nagroda w konkursie na gmach Seminarium Nauczycielskiego przy ul. Wysokiej, 1925, wspólnie z Henrykiem Hirszenbergiem,
- III nagroda w konkursie na gmach szkolny na Brusie u zbiegu ul. Krzemienieckiej z ul. Konstantynowską, 1925, również wspólnie z Henrykiem Hirszenbergiem.